# 淺野潤一郎
淺野 潤一郎（あさの じゅんいちろう、1961年5月26日 - ）は、日本の俳優である。主にヤクザ、殺し屋等の悪役が多い。映画、Vシネマ等映像作品を中心に出演。特技は、殺陣、現代アクション。

## 出演

### 映画
- GONIN（1995年）
- 男たちのかいた絵（1996年） - 北上
- 鉄 平成侠客伝（1999年） - 矢代
- 修羅の群れ（2022年） - 関山組組員 キムラタダオ

### Vシネマ
- 虜 TORIKO（1995年） - 伊藤(不動産業)
- 虜3 TORIKO ザ・ボディ（1995年） - ヤマシタ（借金取り）
- 監禁逃亡 地獄に咲いた女（1999年） - ヤクザ
- だまし屋本舗 蛍〜10億ゲットする方法〜（2003年）
- 雀妃（2010年） - 哲治(純の父)
- やくざの女4（2014年）
- 尼寺（2014年）
- 女雀士杏子（2016年）
- 修羅の女（2016年）
- 芸者 GEISHA（2019年）
- ヒットマン（2020年）
- ソタイ 〜組織犯罪対策部vs反社会勢力〜（2020年） - 警視庁組織犯罪対策部 統括本部長 佐古竜二